# Blauer Portugieser

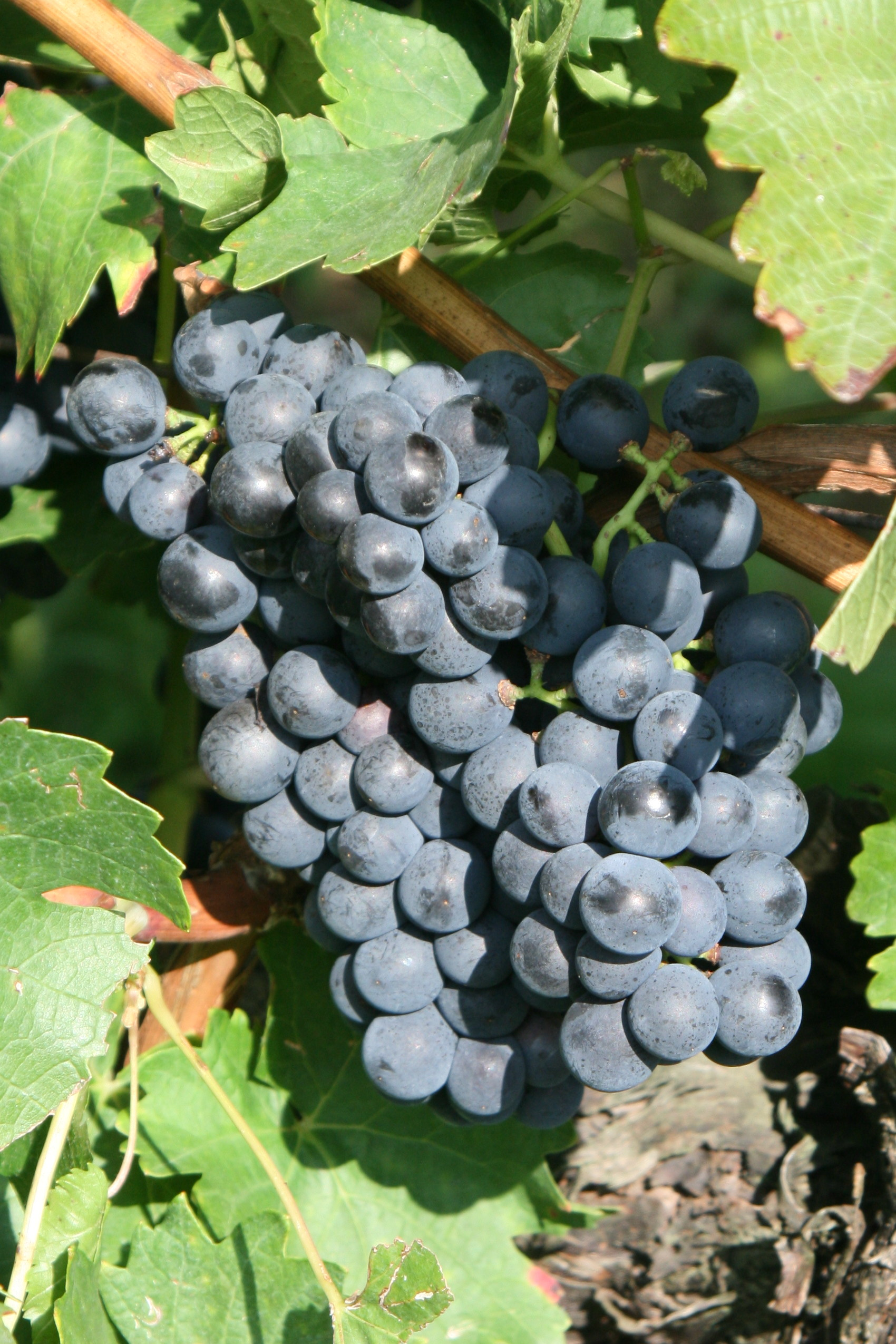
Blauer Portugieser druif

De Blauer Portugieser is een Oostenrijkse blauwe druivensoort met een lage zuurgraad.

## Geschiedenis
Ten onrechte werd door Franz Xaver Trummer (1855 in zijn Nachtrag zur systematischen Classification und Beschreibung der im Herzogthum Steiermark vorkommenden Rebsorten) aangenomen, dat deze variëteit uit Porto, het noorden van Portugal kwam. Niets is minder waar. Uitvoerig DNA-onderzoek heeft uitgesloten dat deze druif uit Portugal komt. Oostenrijk is het land van oorsprong gebleken. Het synoniem Português Azul is eerder een letterlijke vertaling van de Blauer Portugieser dan andersom.

## Kenmerken
Deze variëteit kent een vroege bloei en een late oogst en dat maakt deze druif in beide gevallen gevoelig voor nachtvorst. In de meer zuidelijke gebieden van het aanplantgebied wordt de Blauer Portugieser vroeg geoogst, omdat de druif mede door zijn dunne schil gevoelig is voor Botrytis.
Waar de wijn ook gemaakt wordt, meestal heeft hij een lichte kleur, is zacht en in het algemeen van een matige kwaliteit. Vanwege het lage pigmentgehalte wordt een belangrijk gedeelte gebruikt om er roséwijn van te maken.

## Gebieden
In Duitsland en voornamelijk in de deelstaat Rijnland-Palts beslaat deze druif een oppervlakte van ruim 4300 hectare en werd daar voor het eerst in het begin van de 19e eeuw aangeplant. Dit is bijna het dubbele van het land van oorsprong Oostenrijk waar men 'slechts' 2200 hectare vindt. Hier concentreert de aanplant zich vooral rondom de stad Wenen.
In Hongarije wordt Portugieser onder de naam Kékoportó met 1250 hectare verbouwd. Samen met Blaufränkisch vormde het een belangrijk bestanddeel van de Egri Bikavér ("Stierenbloed" van Eger).
Verder vindt men de dit ras in Tsjechië (met 700 ha), en Roemenië (2000 ha).

## Synoniemen[1]
- Autrichien
- Azul
- Badener
- Badner
- Blauer Oporto
- Bekannt
- Blaue Feslanertraube
- Blaue Feslauertraube
- Blauer Portugieser
- Blauer Portugiesi
- Bonnette
- Bourgounder
- Brina
- Cerna Krajevina
- Cerne Rane
- Cerny Sryk
- Crna Krajevina
- Crne Kraljevina
- Early Burgundy (USA)
- Feslauertraube
- Früher Blauer Portugieser
- Früher Vörlauer
- Früher Vöslauer
- Frulv Portugieser
- Garidelia Monopyrena
- Garidelia Präcox
- Imbrina

- Ke Koperto
- Kék Oporto
- Kék Portugiezi
- Kék Portugizi
- Kraljevina
- Kraljevina Crvena
- Kraljlvina
- Maviona Rana
- Mavrovna Rana
- Mavrvona Rana
- Modra Kraljevina
- Modrý Portugal (Tsjechië)
- Mor Portugieser
- Moravna
- Oporto
- Oporto Kek
- Oporto Väslauer
- Oportoi
- Oportorebe
- Opporto
- Plant de Porto
- Porthogese Nero
- Porthogeze
- Portjuge
- Portoghese
- Portoghese Nero
- Portougalka

- Portougalsky
- Portugais
- Portugais Bleu (Jura, Frankrijk)
- Portugais de Bingen
- Portugais Noire
- Portugaiser
- Portugal
- Portugalika
- Portugaljka
- Portugalka
- Portugalke Morde
- Portugalske Modre
- Portugalske Sive
- Portugalski
- Portugalski Modre
- Portugalskie
- Portugalskii Sinii
- Portugalskij Sinij
- Portugalsky Siny
- Portuge Bleu
- Portughese
- Portugieser Blauer
- Portugiesi
- Portugiezi
- Portugiser
- Portugiz

- Portugizac
- Portugizac Crni (Kroatië)
- Portugizal Crni
- Portugizee
- Portugizel
- Portugizer
- Portugroljka
- Português Azul (Portugal)
- Raisin des Roses
- Rana Madra Kraljevina
- Rana Modra
- Rana Modra Kraljevina
- Ranina
- Skorak
- Skore Cerne
- Veslaver
- Vöslaner
- Vöslauer (Oostenrijk)
- Voslaner
- Weslau